# 伊勢みはと
伊勢 みはと（いせ みはと、1991年2月13日 - ）は、日本のタレント、グラビアアイドル、女優。旧芸名はみはと。東京都出身。グリーンメディア所属。

## 来歴
現在の事務所に所属する前にティーン向けファッション雑誌「Hana*chu→」（主婦の友社）の読者モデルとして活躍していた。
2006年に現事務所に入り、翌2007年より、本格的にグラビア誌に進出。サッカーが特技で、これを生かして2007年2月から芸能人女子フットサルチーム「ミスマガジン」に所属（背番号「9」）。
同年、ミスマガジン2007にエントリーし、ファイナリストに選出。読者特別賞とSEGA賞を受賞。
2013年にHUNTINGとの契約が終了し、フリーに。
2020年11月1日、芸名を「伊勢みはと」に変更。

## 人物
- 趣味はダンス、ネイルアート。
- 特技はサッカー、フットサル。
- 好きな芸能人は安室奈美恵、SPEED。
- 好きな食べ物は、梅干とグラタン。

## 出演
役名の太字は主演作品。

### テレビドラマ
- だめんずうぉ〜か〜 Damens Walker 第3話（2006年11月2日、テレビ朝日）
- 僕の秘密★兵器 My secret weapon 第3話（2009年10月16日、名古屋テレビ放送） - 立花萌花 役
- サムライ・ハイスクール（2009年10月17日 - 12月12日、日本テレビ） - 石山和歌沙 役
- タンブリング（2010年4月17日 - 6月26日、TBS ） - 佐々木紀子 役
- 警視庁継続捜査班 最終話（2010年9月9日、テレビ朝日） - 深津真央 役
- 大切なことはすべて君が教えてくれた（2011年1月17日 - 3月28日、フジテレビ） - 樋口みはと 役
- 高校生レストラン 第5話（2011年6月4日、日本テレビ） - 生徒（普通科） 役
- ティーンコート 第10話（2012年3月13日、日本テレビ）
- トッカン 特別国税徴収官 第7話（2012年08月29日、日本テレビ） - 緒方美咲 役
- 悪女たちのメス episode2（2012年12月21日、フジテレビ） - 医療コーディネーターアシスタント 役
- ようこそ、わが家へ（2015年5月11日、フジテレビ） - 円ジェルズのメンバー 役
- おいハンサム!!（2022年2月5日、東海テレビ） - 美香の仕事関係者 役

### 映画
- ちちり-哀-（2010年3月20日、フェイスエンタテインメント） - 高木好子 役
- 隣の君（2012年1月14日、アドウェイズ・ピクチャーズ / キュリオスコープ） - 楓 役
- 闇金ウシジマくん（2012年8月25日、SDP） - ゴレンジャイギャル 役
- 映画 ひみつのアッコちゃん（2012年9月1日、松竹） - 朱美 役

### 舞台
- 「絆 -少年よ大紙を抱け-」（2010年11月18日 - 23日、新国立劇場） - 木村由紀 役
- 「絆 2011 -少年よ大紙を抱け-」（2011年10月20日 - 25日、新国立劇場） - 木村由紀 役
- 「ニコラスK2を探せ!!」（2012年12月6日 - 9日、ブディストホール） - 亀淵まさ子 役

### バラエティ
- ウエンズデー J-POP（2008年4月2日 - 2011年3月3日、NHK-BS2）

### ラジオ
- 青西たかしの俺達の時代（FMサン） - 準レギュラー

### CM
- アイホン
- キリン 午後の紅茶 「箱入り〜! 篇」（2008年 - ）
- 東京ジョイポリス

### PV
- GReeeeN 「歩み」 - マイコ 役
- GReeeeN 「旅人」 - マイコ 役 / アルバム「塩、コショウ」収録作品

### 雑誌
- 『Hana*chu→』（主婦の友社）素人時代に読者モデルとして出演

### イメージビデオ
- 『ミスマガジン2007 伊勢みはと』（2007年10月25日、TBS/VAP）
- 『17 セブンティーン ～HIGH SCHOOL MEMORY～』（2008年4月25日、CLM/ビーエムドットスリー）
- 『Platonic』（2008年8月22日、イーネットフロンティア）